# Базальтовое
Базальтовое (укр. Базальтове, до 1943 — Янова Долина, пол. Janowa Dolina, также Иванова Долина) — село в Головинской сельской общине Ровненского района Ровненской области Украины.
У села протекает река Горынь (приток Припяти).
Население по переписи 2001 года составляло 494 человека. Почтовый индекс — 35042. Телефонный код — 3657. Код КОАТУУ — 5623480802.
Старое название происходило от имени польского короля Яна II Казимира, который охотился в окрестностях. Янова Долина была построена как образцовый посёлок для рабочих польской государственной базальтовой каменоломни, с прямоугольной планировкой и стандартными домами на четыре квартиры. Село известно как место массового убийства 22-23 апреля 1943 года жителей-поляков боевиками УПА в ходе Волынской резни. Остатки населения эвакуировались в Костополь. После войны неподалёку от пепелища было создано фактически новое село, получившее название «Базальтовое».
До 2020 года село входило в Костопольский район.
В 2020 году здесь действует Ивано-Долинский карьер по добыче базальта. Часть месторождения охраняется как геологический памятник природы «Базальтовые столбы». Затопленные карьеры возле села являются местами отдыха.

## Галерея

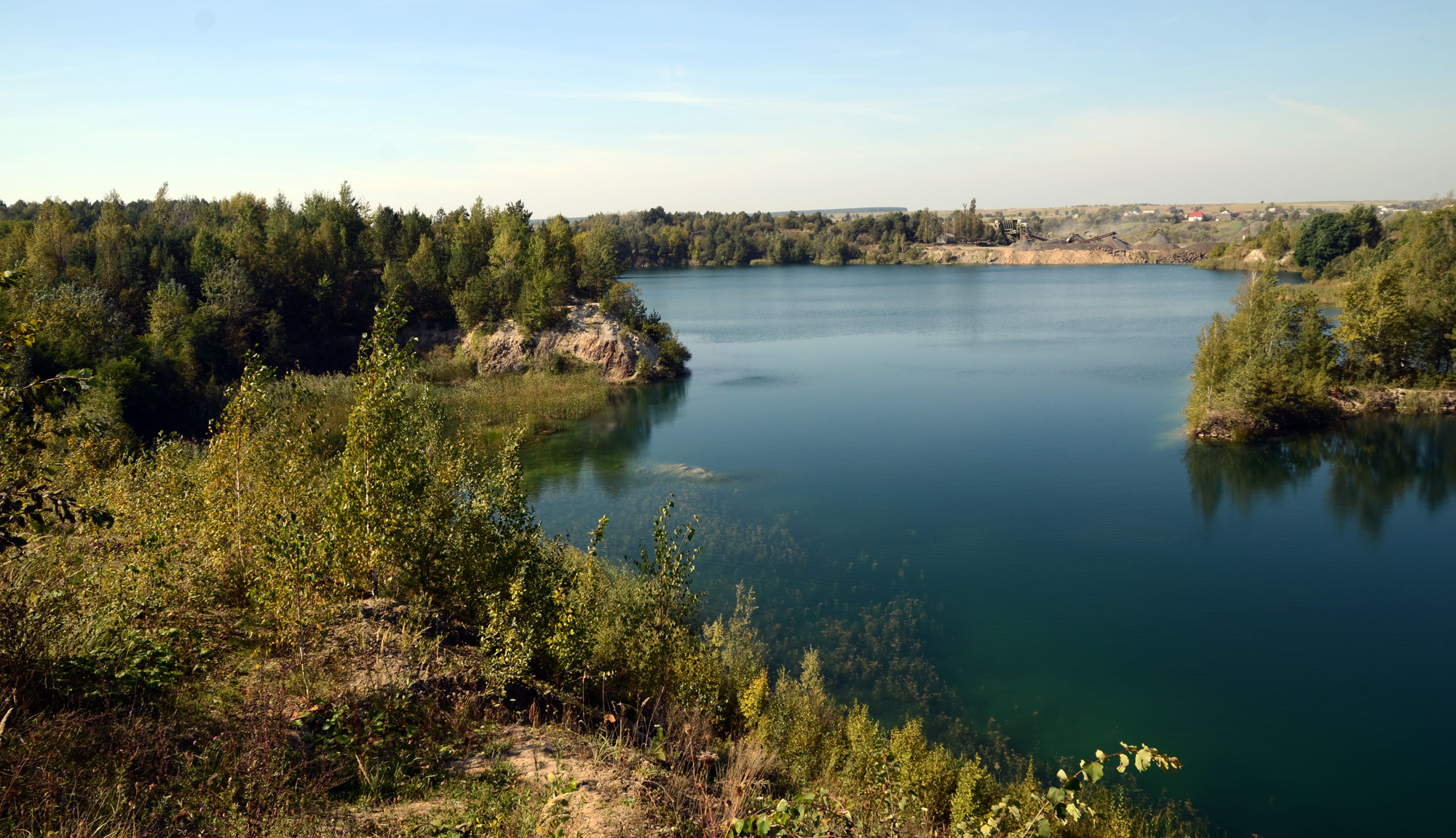
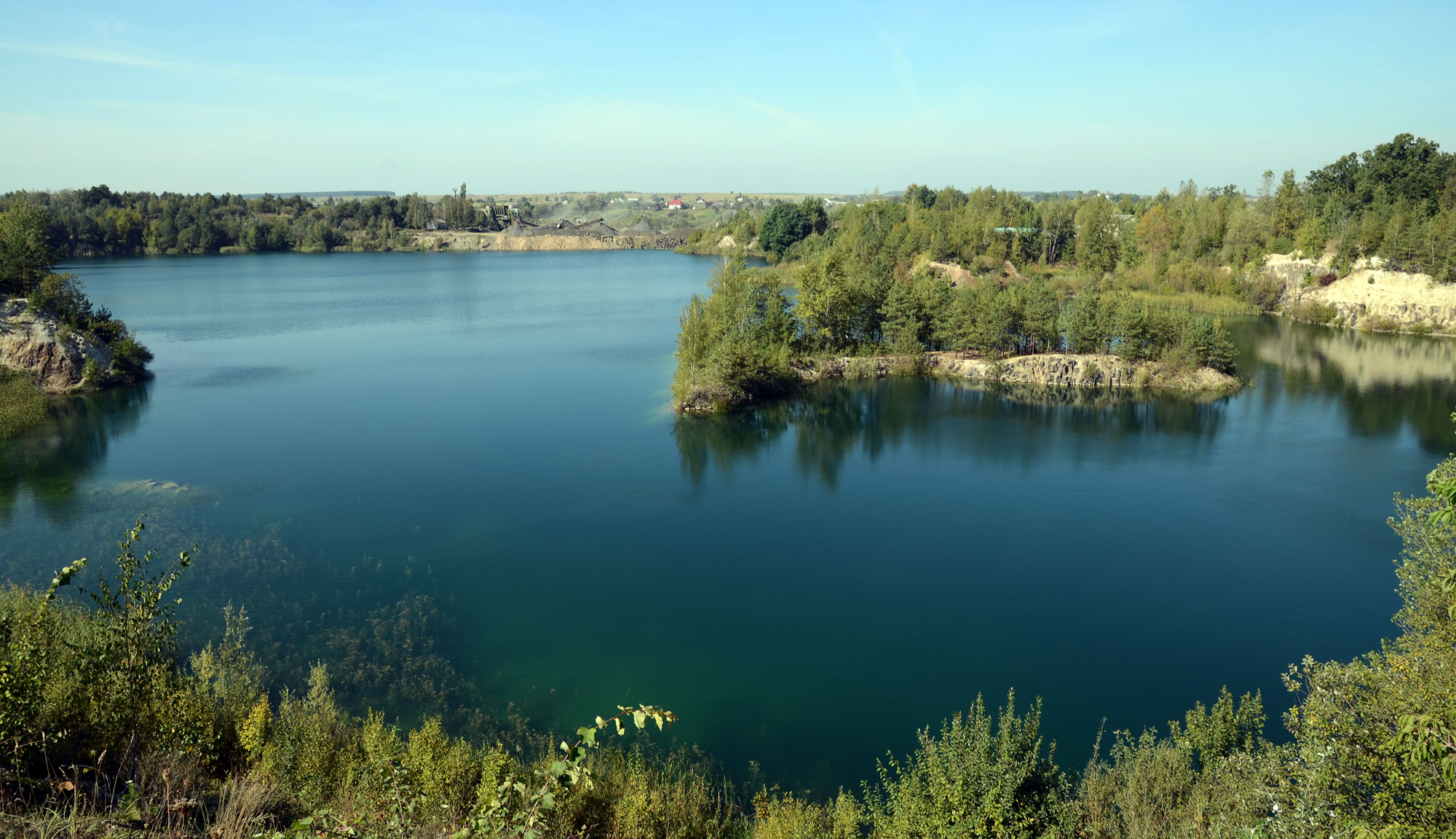
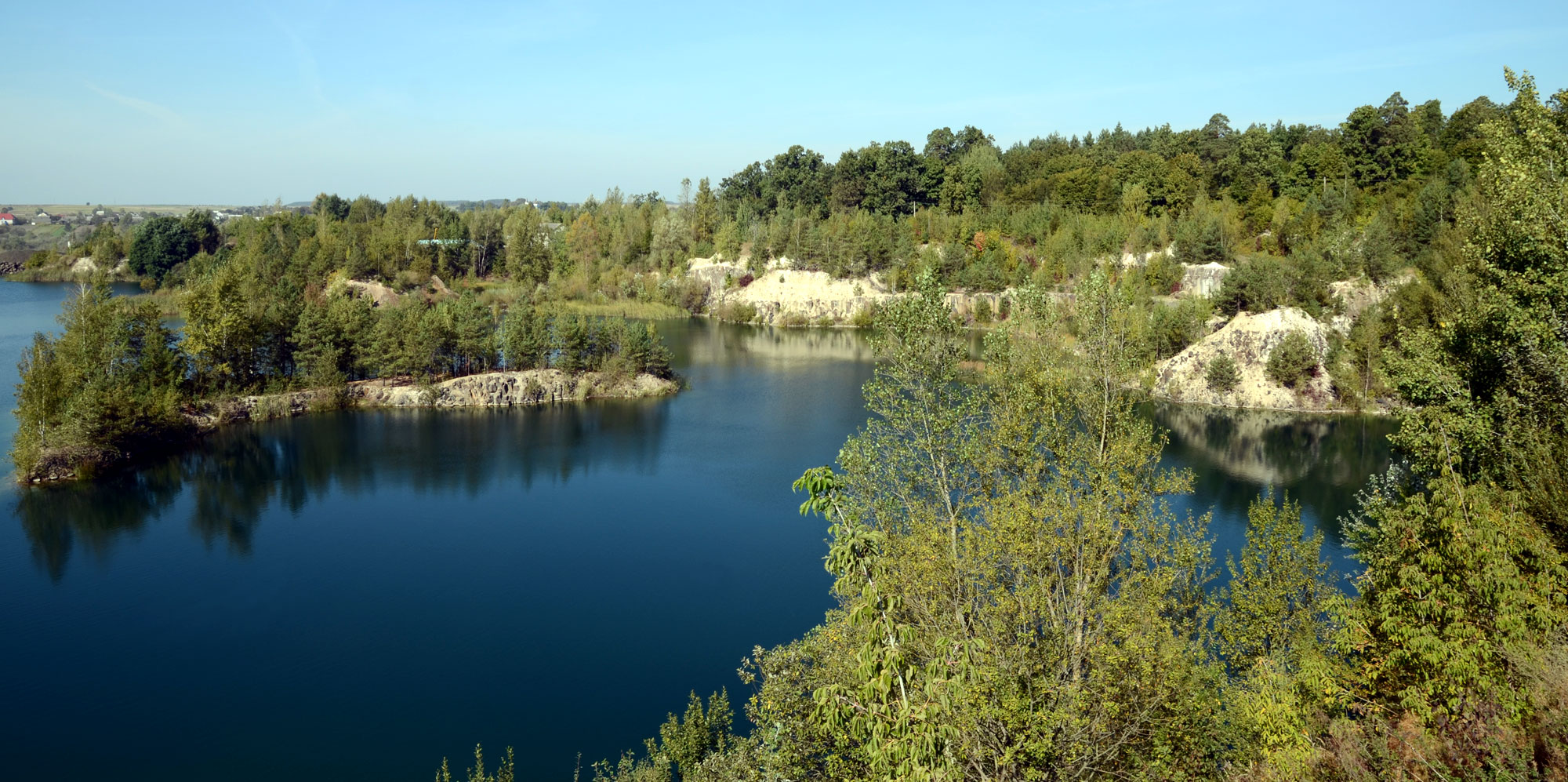
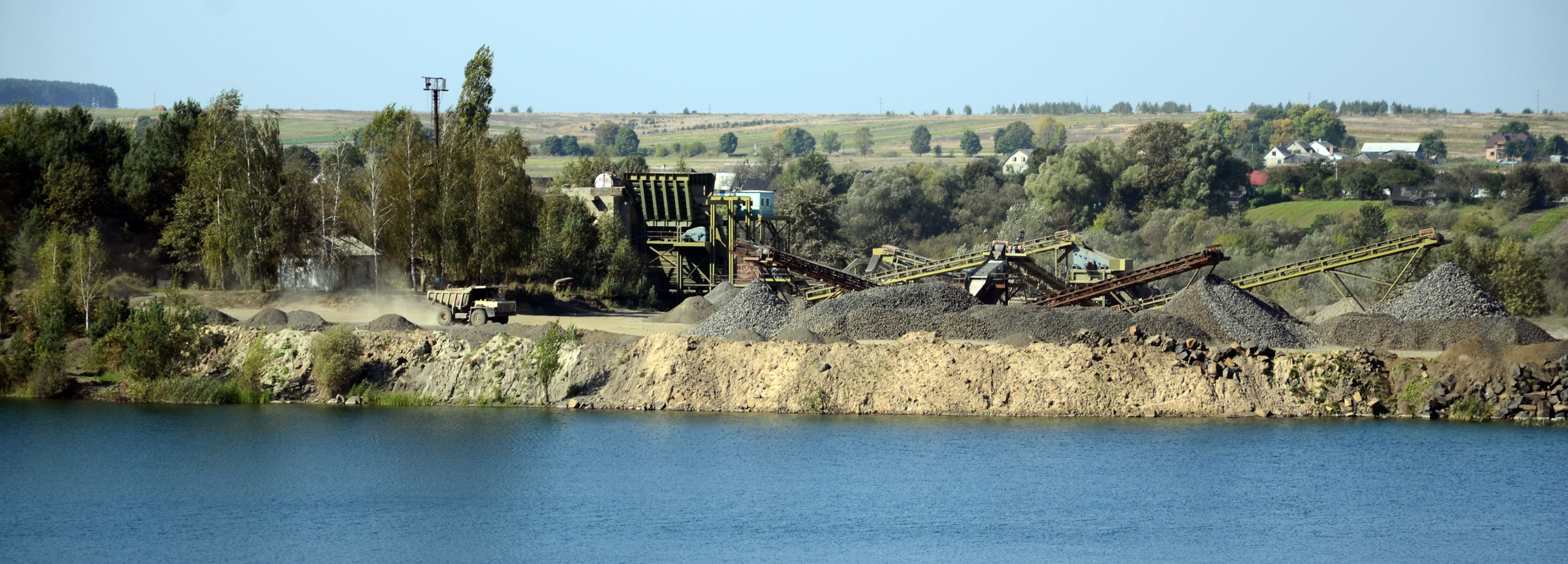
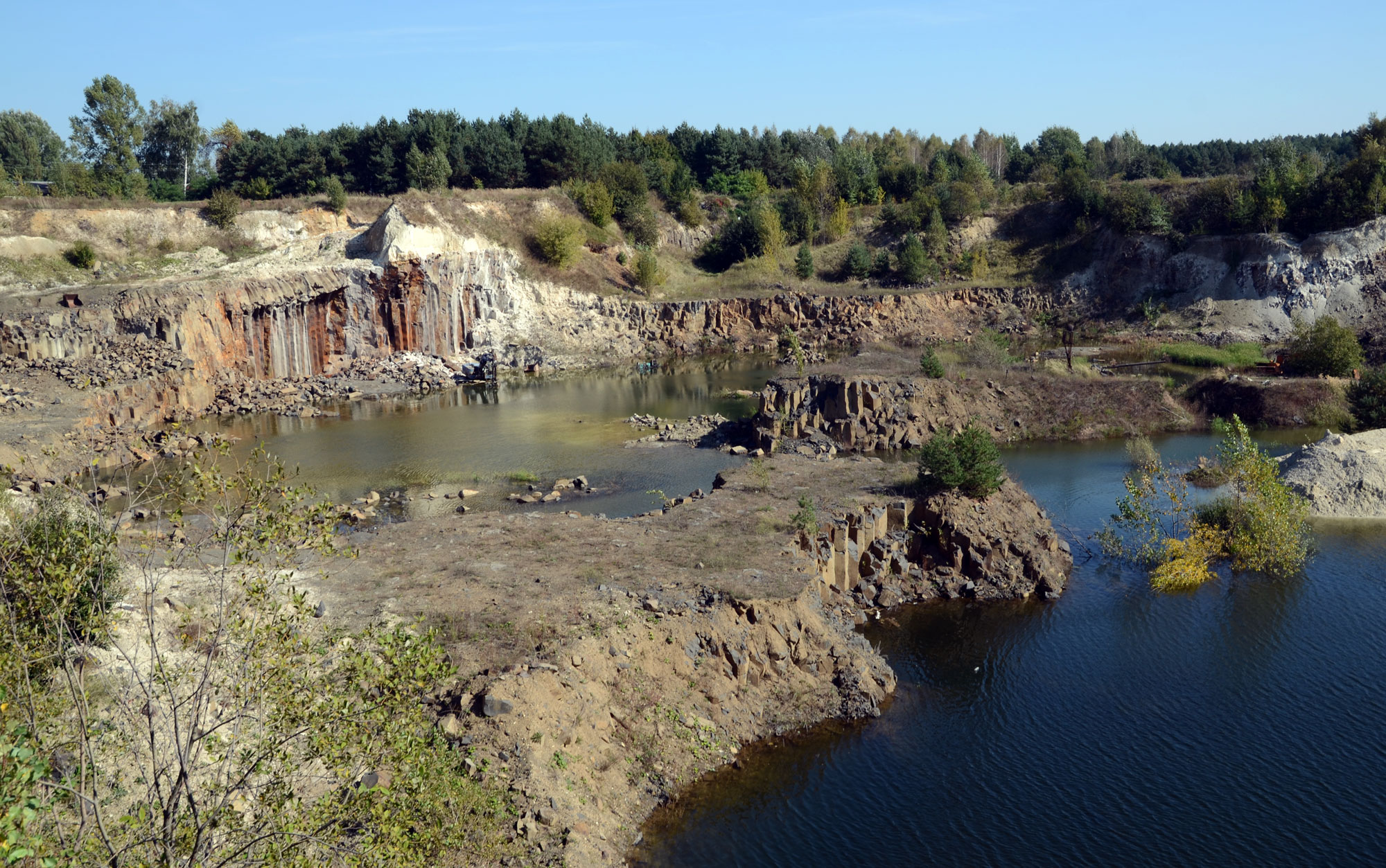